# Rio de Janeiro-Galeãos internationella flygplats
Rio de Janeiro-Galeão internationella flygplats – Antônio Carlos Jobim (portugisiska: Aeroporto internacional do Rio de Janeiro-Galeão – Antônio Carlos Jobim, officiellt: Rio Galeão aeroporto internacional Tom Jobim, av driftbolaget skrivet: RIOgaleão aeroporto internacional Tom Jobim (IATA: GIG, ICAO: SBGL)) är Rio de Janeiros internationella flygplats och landets näst största flygplats. Flygplatsen färdigställdes 1952 men byggdes ut väsentligt under 1970-talet. Flygplatsen delar området med militärbasen Base Aérea do Galeão.